# جون غرافل
جون غرافل هو لاعب هوكي جليد كندي، ولد في 27 أكتوبر 1941 في مونتريال في كندا.

## وصلات خارجية
- جون غرافل على موقع EliteProspects.com (الإنجليزية)
- جون غرافل على موقع HockeyDB.com (الإنجليزية)
- جون غرافل على موقع Hockey-Reference.com (الإنجليزية)